# François Piéton
François Adrien Joseph Piéton (Namen, 31 mei 1792 – aldaar, 1 december 1865) was een Belgisch senator.

## Biografie
François Piéton was een zoon van François Piéton en Marie-Josèphe Gérard. Hij trouwde in 1816 in Namen met Eugénie Drion du Chapois, tante van baron Adolphe Drion du Chapois.
Eerst inspecteur van de posterijen, werd hij directeur van de posterijen te paard in Namen.
Hij was provincieraadslid van Namen (1841-1847) en gemeenteraadslid van Namen (1858-1865).
In 1848 werd hij liberaal senator voor het arrondissement Namen, in vervanging van Louis de Cartier d'Yves, die hem in 1851 op zijn beurt weer opvolgde.